# U-621 (tàu ngầm Đức)
U-621 là một tàu ngầm tấn công  Lớp Type VII thuộc phân lớp Type VIIC được Hải quân Đức Quốc Xã chế tạo trong Chiến tranh Thế giới thứ hai. Nhập biên chế năm 1942, nó đã thực hiện được mười chuyến tuần tra, đánh chìm bốn tàu buôn cùng một tàu chiến phụ trợ với tổng tải trọng 23.097 GRT, đồng thời gây hư hại cho một tàu buôn và một tàu chiến với tải trọng 10.048 GRT và 1.625 tấn. Trong chuyến tuần tra cuối cùng, U-621 bị các tàu khu trục HMCS Ottawa, HMCS Kootenay và HMCS Chaudiere của Hải quân Hoàng gia Canada thả mìn sâu đánh chìm trong vịnh Biscay ngoài khơi La Rochelle vào ngày 18 tháng 8, 1944. 

## Thiết kế và chế tạo

### Thiết kế

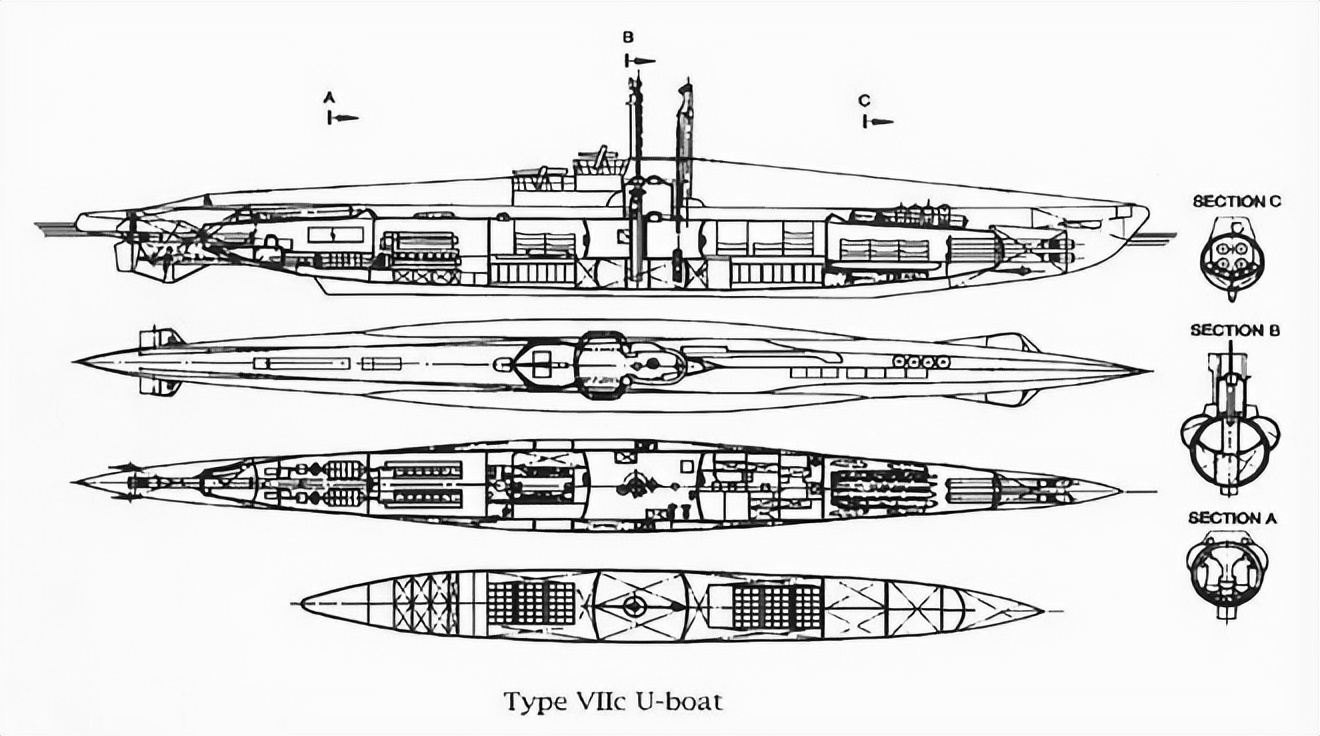
Sơ đồ các mặt cắt một tàu ngầm Type VIIC

Phân lớp VIIC của Tàu ngầm Type VII là một phiên bản VIIB được kéo dài thêm. Chúng có trọng lượng choán nước 769 t (757 tấn Anh) khi nổi và 871 t (857 tấn Anh) khi lặn). Con tàu có chiều dài chung 67,10 m (220 ft 2 in), lớp vỏ trong chịu áp lực dài 50,50 m (165 ft 8 in), mạn tàu rộng 6,20 m (20 ft 4 in), chiều cao 9,60 m (31 ft 6 in) và mớn nước 4,74 m (15 ft 7 in).
Chúng trang bị hai động cơ diesel Germaniawerft F46 siêu tăng áp 6-xy lanh 4 thì, tổng công suất 2.800–3.200 PS (2.100–2.400 kW; 2.800–3.200 bhp), dẫn động hai trục chân vịt đường kính 1,23 m (4,0 ft), cho phép đạt tốc độ tối đa 17,7 kn (32,8 km/h), và tầm hoạt động tối đa 8.500 nmi (15.700 km) khi đi tốc độ đường trường 10 kn (19 km/h). Khi đi ngầm dưới nước, chúng sử dụng hai động cơ/máy phát điện Garbe, Lahmeyer & Co. RP 137/c  tổng công suất 750 PS (550 kW; 740 shp). Tốc độ tối đa khi lặn là 7,6 kn (14,1 km/h), và tầm hoạt động 80 nmi (150 km) ở tốc độ 4 kn (7,4 km/h). Con tàu có khả năng lặn sâu đến 230 m (750 ft).
Vũ khí trang bị có năm ống phóng ngư lôi 53,3 cm (21 in), bao gồm bốn ống trước mũi và một ống phía đuôi, và mang theo tổng cộng 14 quả ngư lôi, hoặc tối đa 22 quả thủy lôi TMA, hoặc 33 quả TMB. Tàu ngầm Type VIIC bố trí một hải pháo 8,8 cm SK C/35 cùng một pháo phòng không 2 cm (0,79 in) trên boong tàu. Thủy thủ đoàn bao gồm 4 sĩ quan và 40-56 thủy thủ.

### Chế tạo
U-621 được đặt hàng vào ngày 15 tháng 8, 1940, và được đặt lườn tại xưởng tàu của hãng Blohm & Voss ở Hamburg vào ngày 1 tháng 7, 1941. Nó được hạ thủy vào ngày 19 tháng 3, 1942, và nhập biên chế cùng Hải quân Đức Quốc Xã vào ngày 7 tháng 5, 1942 dưới quyền chỉ huy của Hạm trưởng, Đại úy Hải quân Horst Schünemann.

## Lịch sử hoạt động

### 1942
Sau khi hoàn tất việc huấn luyện trong thành phần Chi hạm đội U-boat 8, U-621 được điều sang Chi hạm đội U-boat 9 từ ngày 1 tháng 10, 1942 để hoạt động trên tuyến đầu cho đến khi bị mất.

#### Chuyến tuần tra thứ nhất
U-621 khởi hành từ cảng Kiel, Đức vào ngày 29 tháng 9, 1942 cho chuyến tuần tra đầu tiên trong chiến tranh. Nó tiến ra Bắc Hải, rồi băng qua khe GI-UK giữa Iceland và quần đảo Faroe để vòng qua quần đảo Anh và hoạt động tại khu vực Trung tâm Bắc Đại Tây Dương . Vào ngày 23 tháng 10, nó phóng ngư lôi đánh chìm chiếc tàu buôn Anh Empire Turnstone 6.113 GRT, vốn đã tách khỏi Đoàn tàu ONS-136 do trục trặc động cơ, ở vị trí về phía Tây Nam Iceland. Chiếc tàu ngầm kết thúc chuyến tuần tra và đi đến cảng Brest bên bờ Đại Tây Dương của Pháp đã bị Đức chiếm đóng, đến nơi vào ngày 5 tháng 11.

### 1944

#### Chuyến tuần tra thứ mười - Bị  mất
U-621 xuất phát từ Brest vào ngày 13 tháng 8 cho chuyến tuần tra thứ mười, cũng là chuyến cuối cùng. Nó vẫn đang hoạt động trong vịnh Biscay vào ngày 18 tháng 8, khi bị các tàu khu trục HMCS Ottawa, HMCS Kootenay và HMCS Chaudiere của Hải quân Hoàng gia Canada thả mìn sâu đánh chìm ngoài khơi La Rochelle, tại tọa độ 45°52′B 02°36′T / 45,867°B 2,6°T. Toàn bộ 56 thành viên thủy thủ đoàn của U-621 đều đã tử trận.

### "Bầy sói" tham gia
U-621 từng tham gia mười một bầy sói:
- Panther (10 – 16 tháng 10, 1942)
- Puma (16 – 29 tháng 10, 1942)
- Raufbold (11 – 18 tháng 12, 1942)
- Hartherz (3 – 7 tháng 2, 1943)
- Ritter (11 – 26 tháng 2, 1943)
- Burggraf (4 – 5 tháng 3, 1942)
- Raubgraf (7 – 15 tháng 3, 1943)
- Amsel 1 (3 – 6 tháng 5, 1943)
- Elbe (7 – 10 tháng 5, 1943)
- Elbe 2 (10 – 14 tháng 5, 1943)
- Mosel (19 – 24 tháng 5, 1943)

### Tóm tắt chiến công
U-621 đã đánh chìm được bốn tàu buôn cùng một tàu chiến phụ trợ với tổng tải trọng 23.097 GRT, đồng thời gây hư hại cho một tàu buôn và một tàu chiến với tải trọng 10.048 GRT và 1.625 tấn:
| Ngày              | Tên tàu            | Quốc tịch              | Tải trọng | Số phận      |
| ----------------- | ------------------ | ---------------------- | --------- | ------------ |
| 23 tháng 10, 1942 | Empire Turnstone   | United Kingdom         | 6.113     | Bị đánh chìm |
| 18 tháng 12, 1942 | Oropos             | Greece                 | 4.474     | Bị đánh chìm |
| 20 tháng 12, 1942 | Otina              | United Kingdom         | 6.217     | Bị đánh chìm |
| 11 tháng 3, 1943  | Baron Kinnaird     | United Kingdom         | 3.355     | Bị đánh chìm |
| 15 tháng 6, 1944  | USS LST-133        | Hải quân Hoa Kỳ        | 1.625     | Bị hư hại    |
| 29 tháng 7, 1944  | HMS Prince Leopold | Hải quân Hoàng gia Anh | 2.938     | Bị đánh chìm |
| 30 tháng 7, 1944  | Ascanius           | United Kingdom         | 10.048    | Bị hư hại    |